# هانوفر (ماساتشوستس)
هانوفر (بالإنجليزية: Hanover, Massachusetts)‏ هي بلدة أمريكية تقع في الولايات المتحدة في Plymouth County. يقدر عدد سكانها بـ 13,879 نسمة ومساحتها 40.7 كم2 وترتفع عن سطح البحر 18 متر.

## أعلام
- دوغ سميث
- نيكول هيلتز
- بوب باكوس
- دونل يونغ
- كولن وايت